# Riopa (schimmelgeslacht)
Riopa is een geslacht in de familie Phanerochaetaceae. De typesoort is Riopa davidii.

## Soorten
Volgens Index Fungorum telt het geslacht drie soorten (peildatum februari 2023):
| Soortnaam          | Auteur(s)                   | Publicatiejaar |
| ------------------ | --------------------------- | -------------- |
| Riopa davidii      | D.A. Reid                   | 1969           |
| Riopa metamorphosa | (Fuckel) Miettinen & Spirin | 2016           |
| Riopa pudens       | Miettinen                   | 2016           |